# Odruch C
Odruch C (C-reflex, C-cortical) – rodzaj odruchu o długiej latencji (LLR, Long Latency Responses).
Odruch jest wywołany stymulacją nerwu pośrodkowego przy odbiorze z mięśnia odwodziciela krótkiego kciuka. Zostaje zarejestrowany w badaniu elektrofizjologicznym po około 40–60 ms.
W miokloniach korowych amplituda odruchu C jest zwiększona (cecha charakterystyczna), można go wywołać w spoczynku. U osób zdrowych odruch ten nie występuje w spoczynku, natomiast pojawia się przy stymulacji nerwu podczas skurczu dowolnego mięśnia.